# We Drink Your Blood
We Drink Your Blood – drugi singel z czwartego studyjnego albumu niemieckiego zespołu Powerwolf grającego power metal. Został wydany 5 lipca 2011.
Tytuł utwory jest aluzją do liturgii chrześcijańskiej: „Bierzcie i pijcie z niego wszyscy: To jest bowiem kielich Krwi mojej nowego i wiecznego przymierza, która za was i za wielu będzie wylana na odpuszczenie grzechów. To czyńcie na moją pamiątkę.”
W 2018 niemiecki zespół Saltatio Mortis grający metal średniowieczny nagrał cover utworu. Został umieszczony na edycji limitowanej albumu Powerwolf pt. The Sacrament Of Sin.

## Teledysk
We Drink Your Blood to pierwsza piosenka Powerwolf, do której został nagrany teledysk. Został opublikowany w serwisie YouTube, gdzie zebrał ponad 20 milionów odsłon, co czyni go najczęściej wyświetlanym teledyskiem zespołu. Został nagrany w starożytnym klasztorze. Keyboardzista zespołu Falk Maria Schlegel stwierdził, że „Nagrywanie teledysku w tym specjalnym i klimatycznym miejscu było niesamowite. Kombinacja sakralnego wnętrza kościoła, w tym ołtarza, konfesjonału i organów kościelnym z ogniem, mgłą i metalowym szaleństwem była idealna dla teledysku Powerwolf.”

## Wykonawcy
- Attila Dorn – śpiew
- Matthew Greywolf – gitara
- Charles Greywolf – gitara basowa
- Falk Maria Schlegel – instrumenty klawiszowe
- Thomas Diener – perkusja